# Рампа (театр)
Театр «Рампа» — драматический театр в городе Находка. Основан заслуженным работником культуры Тренькиной Татьяной Ивановной в 2005 году при поддержке Управления культуры администрации г. Находка на базе Муниципального дома молодежи. Коллектив состоит из 25 артистов.

## История
Свой первый театральный коллектив Татьяна Ивановна создала в 1985 году. Театр «Вера», начавший работать в Николаевском военном гарнизоне (Партизанский р-н). В 2005 году Т.И. Тренькина создала второй театральный коллектив – любительский театр «Рампа». В состав труппы вошли любители и профессионалы  города Находка, а также актеры театра «Вера».
В 2007 году «Рампа» выступила лауреатом международного фестиваля театрального искусства в Уссурийске, в 2008 году принимала участие на краевом конкурсе во Владивостоке. В январе 2010 года театр получил звание народного. Летом 2010 года коллектив принял участие в международном театральном фестивале в Республике Корея, где выступил со спектаклем «Ничего смешного» (по Чехову).

## Текущий репертуар
- «Шутки Купидона», Чехов
- «Ничего смешного», Чехов
- «Спешите делать добро», сказка
- «Инкогнито», по «Ревизору» Гоголя
- «Забыть Герострата», Григорий Горин
- «Очень простая история», по лирической драме украинского драматурга Марины Ладо.
- «Двенадцать месяцев», С. Я. Маршак. Новогодняя сказка для детей и взрослых
- «Лгунья», музыкальная комедия по мотивам пьесы Мэйо и Эннекена, премьера 20.11.2015.